# Aidan Zingel
Aidan Zingel (né le 19 novembre 1990 à Kiama, en Nouvelle-Galles du Sud) est un joueur australien de volley-ball. Il mesure 2,07 m et joue central. Il totalise 123 sélections en équipe d'Australie.

## Clubs
| Club                       | De        | À         |
| -------------------------- | --------- | --------- |
| Linköpings Volleyboll Club | 2009-2010 | 2009-2010 |
| Blu Volley Vérone          | 2010-2011 | ...       |

## Palmarès
- Championnat de Suède (1)
  - Vainqueur : 2010